# Galium odoratum
« Reine des bois » redirige ici. Pour les autres significations, voir Reine des bois (homonymie).
Pour les articles homonymes, voir Belle étoile.
 (octobre 2018).
Si vous disposez d'ouvrages ou d'articles de référence ou si vous connaissez des sites web de qualité traitant du thème abordé ici, merci de compléter l'article en donnant les références utiles à sa vérifiabilité et en les liant à la section « Notes et références ».
Espèce
Classification phylogénétique
Statut de conservation UICN

 LC  : Préoccupation mineure
 Europe, France 
Le Gaillet odorant (Galium odoratum (L.) Scop.) ou Aspérule odorante (de son ancienne dénomination, avant d'être reclassé dans le genre Galium par les botanistes, Asperula odorata) est une espèce de plantes herbacées de la famille des Rubiacées.
La plante est parfois appelée Petit Muguet ou Reine-des-bois et plus rarement Thé suisse ou Belle-étoile.

## Synonyme
- Asperula odorata L.

## Étymologie
Cette plante tire son nom commun et scientifique de l'odeur qu'elle acquiert en séchant. Le terme « aspérule » provient du latin asper signifiant  « rude », « rugueux », caractérisant le bord de ses feuilles.

## Description

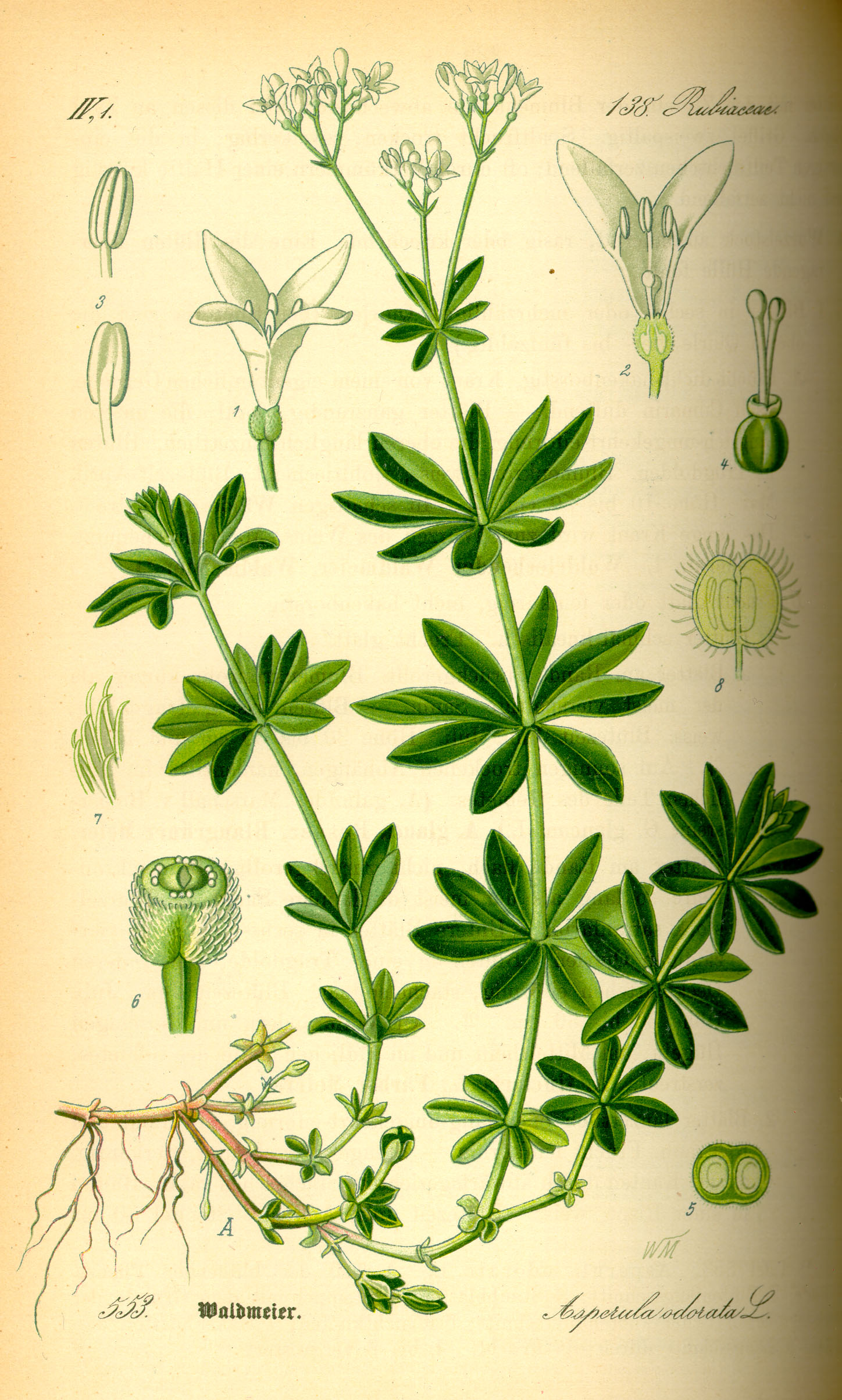
Galium odoratum

Le Gaillet odorant est une plante dressée, avec des verticilles de feuilles entières ovales allongées, et une inflorescence de petites fleurs blanches à quatre pétales en croix.
Elle est constituée d'une tige quadrangulaire lisse, longue de 10 à 30 cm et de tiges souterraines traçantes (rhizomes). Chaque fleur donne naissance à deux fruits exozoochores, hérissés de poils crochus de 2 à 4 mm. Ils se fixent sur les animaux (renards, lapins) qui dispersent les graines (zoochorie).
Sa particularité réside dans l'odeur qu'elle dégage quand on la blesse ou lors de la dessiccation. Cette odeur caractéristique, rappelant celle de foin coupé ou de la fève tonka, provient de la coumarine présente en abondance dans sa racine et ses tiges (substance également trouvée dans la fève tonka utilisée industriellement pour aromatiser l'Amsterdamer).

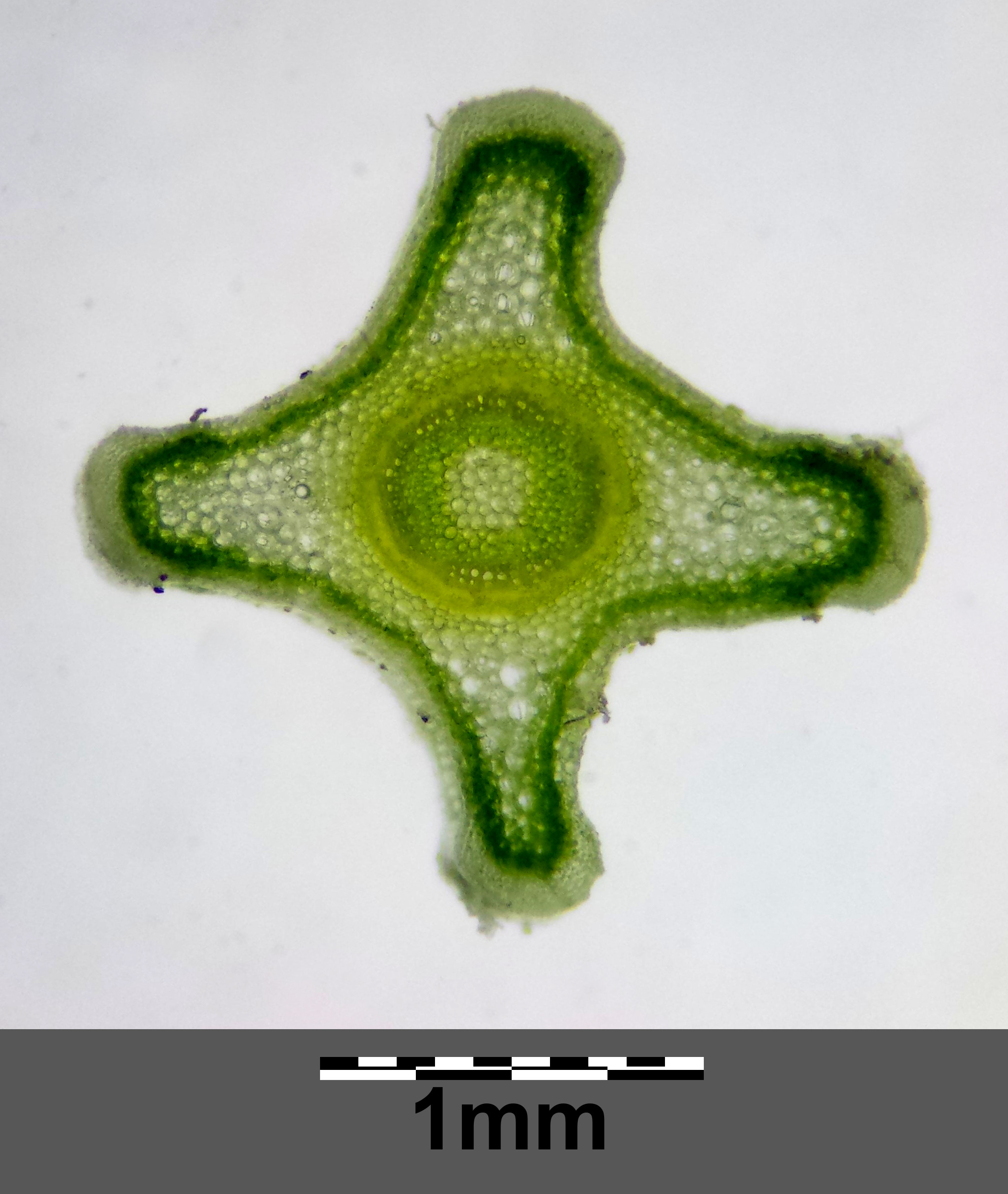
Coupe transversale de la tige
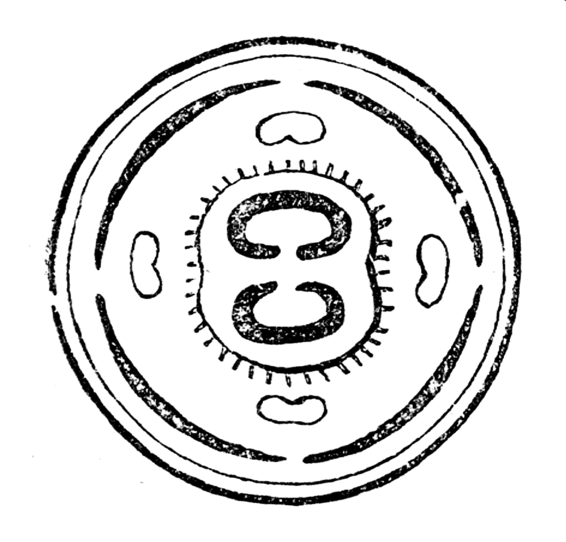
Diagramme floral
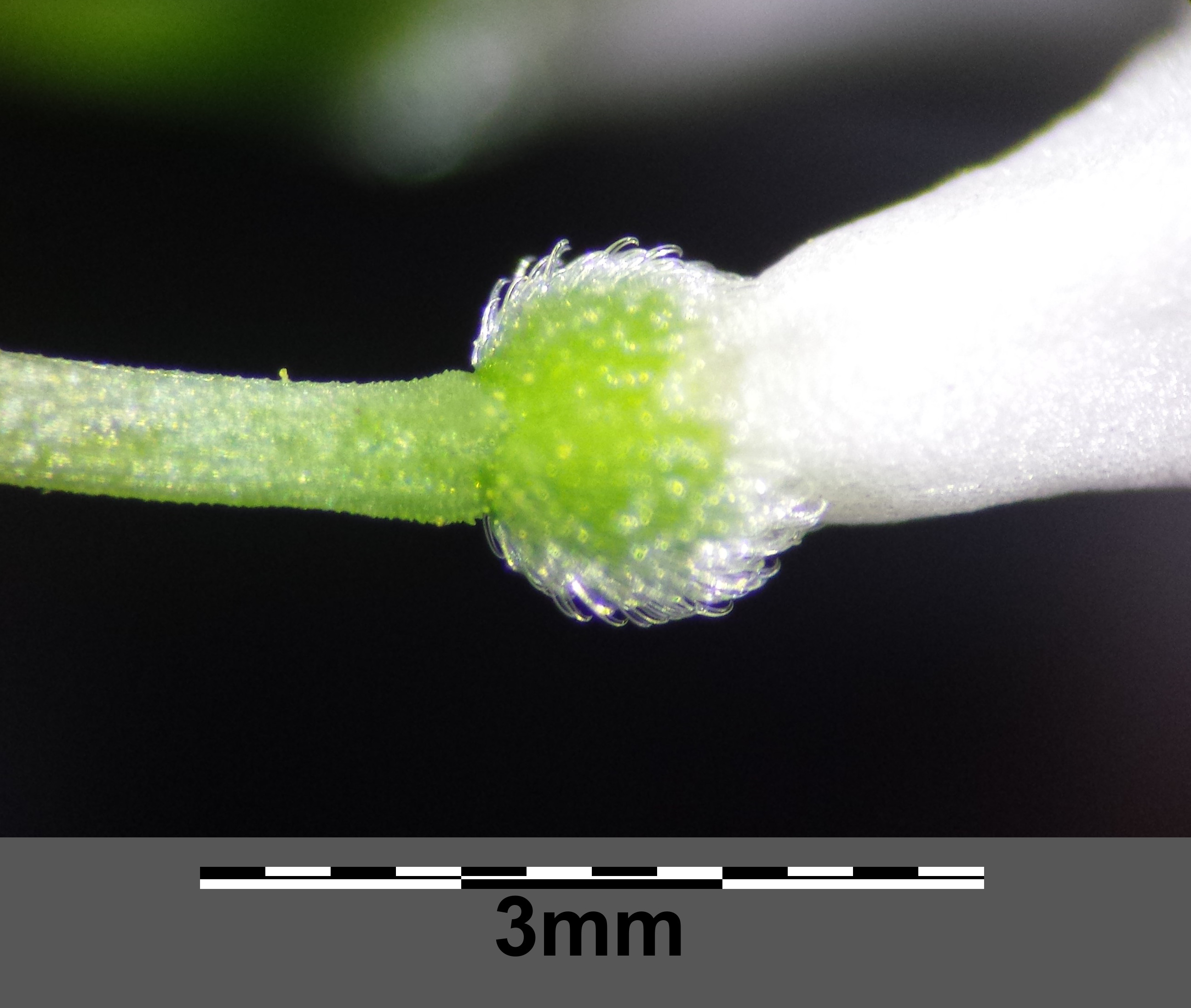
Ovaire avec des soies crochues
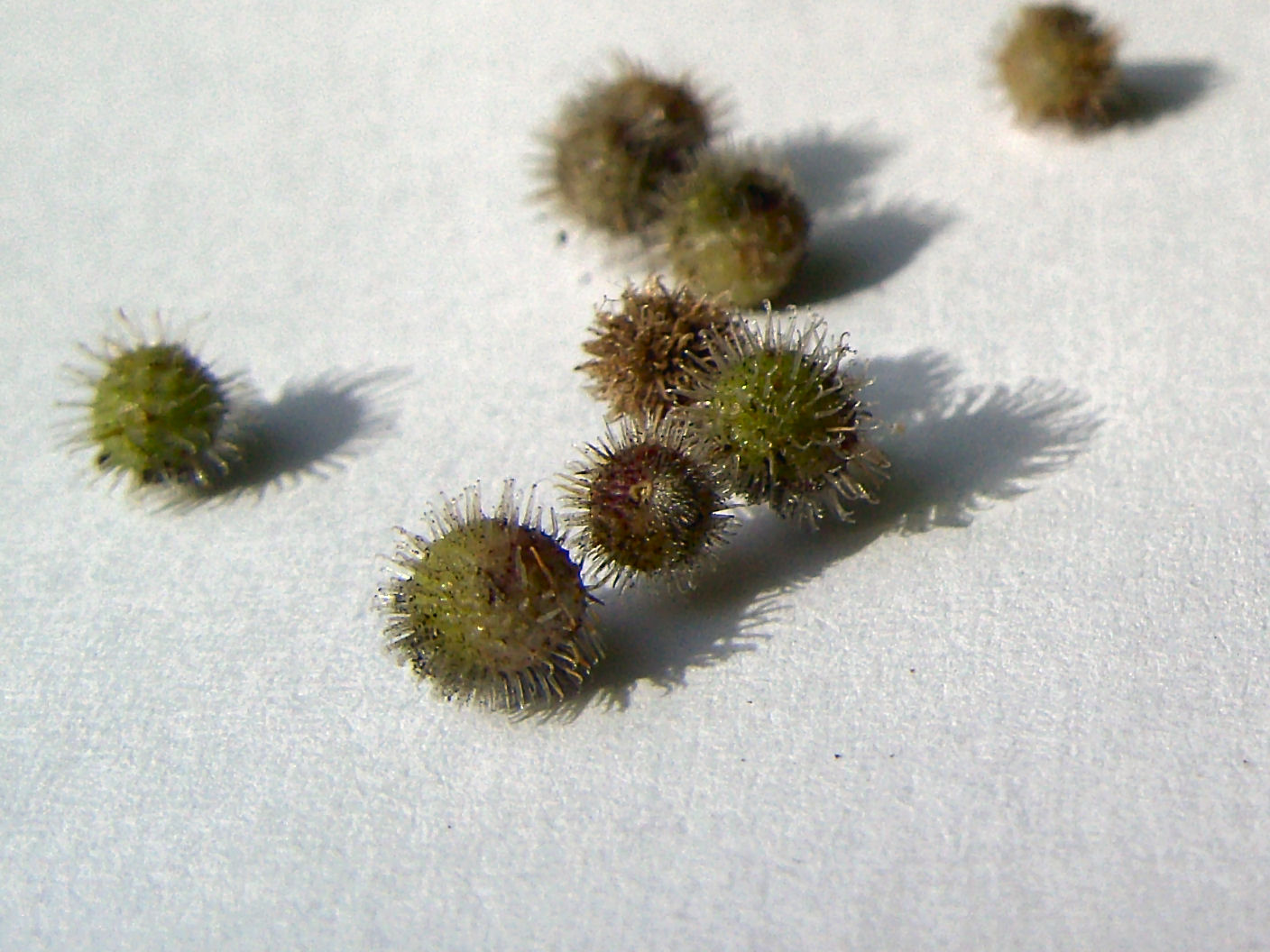
Fruits à velcro

## Biologie
- Floraison de mai à juin.
- Plante pluriannuelle.

## Statuts de protection, menaces
L'espèce n'est pas encore évaluée à l'échelle mondiale et européenne par l'UICN. En France elle est classée comme non préoccupante . Elle est considérée Quasi menacée (NT), proche du seuil des espèces menacées ou qui pourrait être menacée si des mesures de conservation spécifiques n'étaient pas prises dans les régions Pays-de-la-Loire et Poitou-Charentes.
La plante est classée comme néophyte dans les États américains du Colorado, de l'Illinois, du Minnesota, de New York et du Vermont.

## Habitat, culture

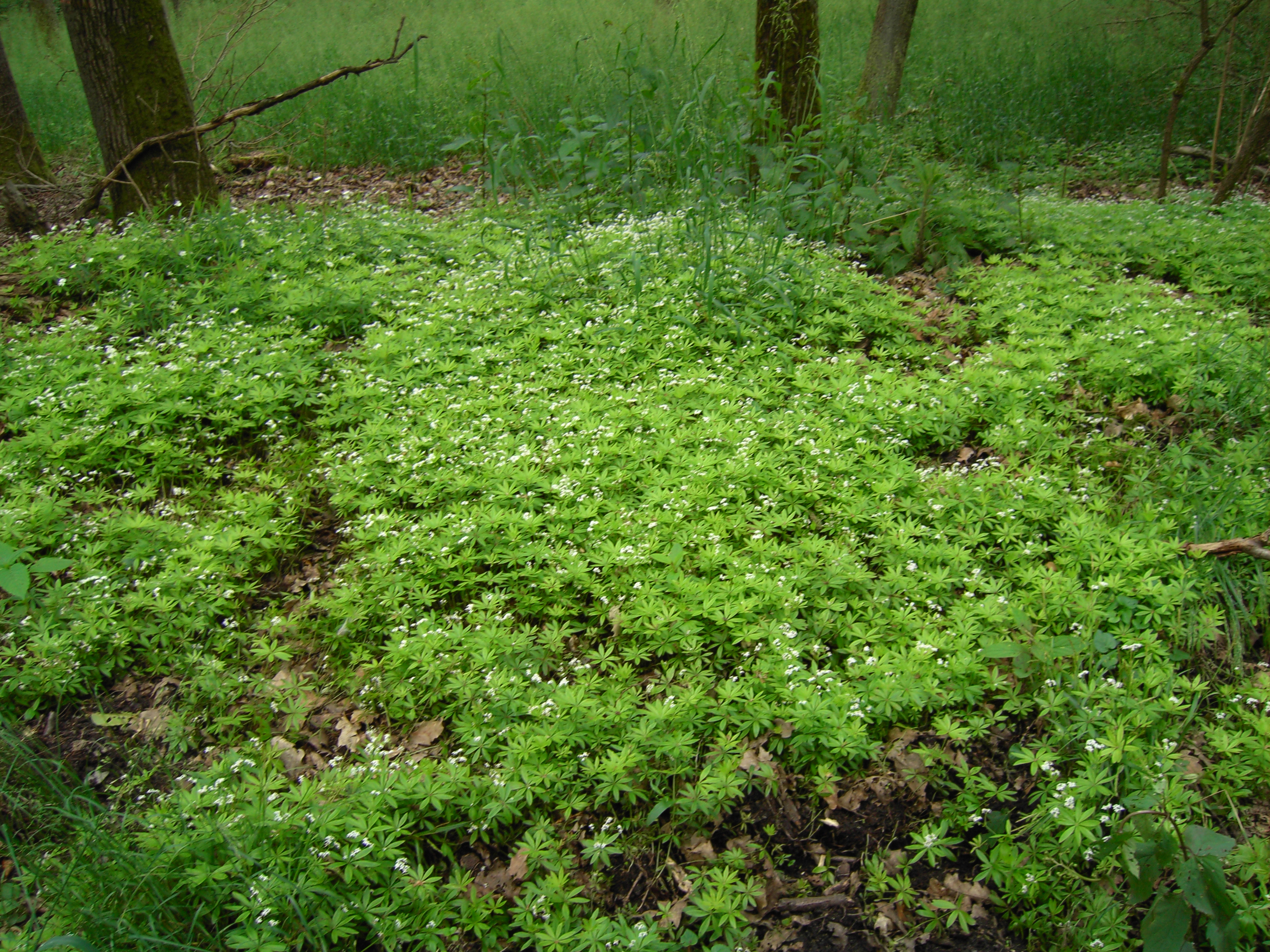
Galium odoratum formant un tapis en sous-bois

C'est une plante de mi-ombre, commune dans les sous-bois et sur les lisières des forêts caducifoliées d'Europe au-delà de 400 m d'altitude.
Elle se cultive aisément (par semis ou division de touffes), plutôt à mi-ombre ou en exposition nord, dans une terre légère et humifère, où elle forme alors d'épais tapis. Les plantes sauvages sont préférées pour les usages médicinaux. Dans le canton de Vaud, la hêtraie associée à Galium odoratum forme l'association végétale « hêtraie à aspérule ».

## Usage

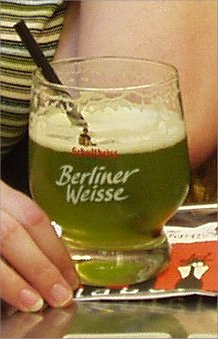
Berliner Weiße, bière aromatisée au sirop d'aspérule odorante

La plante est sensible à l'arrachement qui peut la faire disparaître. Les sommités fleuries sont coupées aux ciseaux, à la faucille ou au couteau tranchant, pas trop près du sol pour permettre à la plante de survivre et produire l'année suivante.
La récolte doit être bien triée, car les plantes qui partagent l'habitat de l’aspérule sont souvent toxiques (muguet, parisette, ancolie, scille à deux feuilles...).
Le séchage se fait par mise en contact avec l'air, à l'abri du soleil et de la pluie.
Autrefois, cette plante était utilisée pour bourrer les coussins et les matelas. La légende voudrait que la mère de Jésus en ait garni la crèche avant de déposer son enfant, d'où son surnom « d'herbe à la vierge ».

### Propriétés médicinales
Usage interne : la coumarine, hypnotique, expliquerait les propriétés antispasmodiques et sédatives (anti-insomnie) attribuées à l'aspérule, et aussi diurétique et légèrement antiseptique. La coumarine, à haute dose, peut s'avérer dangereuse pour la santé. La dose journalière tolérable doit être inférieure à 4,8 mg par jour pour un adulte de 60 kg. L'aspérule était jadis utilisée contre les phlébites (superficielles ou profondes).
Des proportions trop élevées d'aspérule odorante peuvent induire des maux de tête voire une altération des perceptions (vertige, somnolence, etc.) ou des hépatites. Son utilisation est ainsi réglementée, voire interdite dans certains pays, en raison de sa teneur en coumarine. Cette plante doit donc être utilisée à petites doses (par exemple, la quantité utilisée pour le « Maitrank » n'est qu'environ 3 g/L). La plante colorerait en rouge les os des animaux qui la consommeraient en grande quantité avec l'herbe ou le foin. Comme dans le mélilot, si la plante moisit et fermente, il se forme du dicoumarol ou hydroxycoumarine, une antivitamine K, anticoagulant utilisé à faible dose en médecine mais qui peut causer de graves hémorragies à forte dose, cette molécule étant utilisée comme appât rodenticide de type mort aux rats.
En usage externe : l'aspérule est réputée adoucissante et vulnéraire.
Infusée avec des fleurs de bleuet ou des feuilles de plantain, elle produisait un collyre contre les blépharites et les conjonctivites. On l'écrasait pour soigner les blessures, abcès et enflures douloureuses.

### Cuisine
L'aspérule odorante peut s'utiliser fraîche, sa saveur est alors très discrète. 
On l'utilise plutôt en la faisant sécher soigneusement et rapidement pour la conserver et surtout pour éviter la toxicité du dicoumarol. C'est sous cette forme séchée que l'aspérule odorante exprime ses arômes de vanille et de foin dus à la coumarine. On peut alors la faire infuser dans de l'eau, du lait, de la crème, du beurre, du chocolat ou bien émiettée pour parfumer des desserts: compotes de fruits (pomme, poire,…), crème frangipane, pâtes à crêpes, pancakes, gâteaux, cookies, beignets. 
L'aspérule odorante est aussi utilisée pour accommoder les produits de la mer que sont les noix de Saint Jacques, langoustines ou crevettes. Elle s’utilise également dans les soupes et potages de courges et de patates douces. Elle peut remplacer la noix de muscade ou du macis dans les béchamels, gratins… ou encore pour aromatiser des gelées.

### Boissons alcoolisées
Le gaillet odorant est utilisé dans quelques boissons alcoolisées : certains vins apéritifs, bières ou eaux-de-vie,.
Récoltée de mi-avril à début mai, puis laissée à macérer dans du vin blanc de Moselle, elle sert de base aromatique à la préparation d'une boisson apéritive traditionnelle de la région d'Arlon (province de Luxembourg, Belgique) et du Luxembourg : le vin de mai appelé « Maibowle » ou « Waldmeisterbowle » ou « Maitrank ». Le village de Bonnert de la commune d'Arlon a d'ailleurs appelé son comité des fêtes le cercle l'Aspérule. En mai 1964 fut créée la Confrérie du Maitrank d'Arlon afin de faire connaître davantage la boisson, la ville et sa région.
Le « sirop d'aspérule » est un des deux sirops qui accompagnent traditionnellement la Berliner Weiße, une bière allemande légère et acide au froment. En Allemagne, il est fabriqué à base de succédané depuis la fin du XXe siècle, en raison de l'interdiction de l'utilisation de la plante pour les sirops à cause de sa teneur en coumarine.
En Moselle germanophone et en Alsace, elle est connue sous le nom de « Waldmeister » (Maître de la forêt/Maître des bois) et sert de base à une liqueur digestive produite par macération de brins en fleurs dans de l'alcool avec 100 à 200 g de sucre, avec filtration après 5 semaines pour obtenir une couleur vert pâle, ou 8 semaines pour un goût optimal, mais couleur verte plus foncée.
À Berlin, une bière locale, la Berliner Weiße, se boit avec un ajout de sirop d'aspérule qui lui donne une couleur verte.

### Infusion
On peut en faire une infusion dite « thé d'aspérule », aux propriétés légèrement sédatives. Le roi Stanislas II de Pologne en buvait chaque matin et lui attribuait sa bonne santé.

### Parfum
Depuis longtemps utilisée par les paysans, elle diffuse un parfum de coumarine qui fait fuir les mites. On en parfume donc le linge dans les armoires comme on le fait avec la lavande. Elle peut être utilisée dans la fabrication de répulsifs contre les insectes.
L'industrie exploite son odeur de vanilline. On peut la trouver pour la même raison en pot-pourri de fleurs séchées.

### Teinture
On extrait un colorant rouge des racines du gaillet odorant (ce colorant naturel est présent dans de nombreuses rubiacées et peut être utilisé comme celui de la garance pour teindre la laine - usage ancien).

### Substitut du tabac
Mêlées à des feuilles de menthe et de tussilage, les feuilles ont été utilisées comme substitut du tabac.